# Gitte Willumsen
Gitte Willumsen (født 12. februar 1967) er en dansk skolelærer og politiker fra Kragelund ved Silkeborg for Det Konservative Folkeparti, som har været medlem af Folketinget med virkning fra 21. december 2021. Hun var i første halvår af 2020 midlertidig stedfortræder i Folketinget for Thomas Danielsen som repræsentant for Venstre i Vestjyllands Storkreds, grundet Danielsens barselsorlov .
Gitte Willumsen skiftede i oktober 2020 fra Venstre til Det Konservative Folkeparti, hvor hun repræsenterer partiet i byrådet i Silkeborg Kommune og er indtil udgangen af 2021 formand for Sundheds- og Ældreudvalget. Hun blev medlem af byrådet efter kommunalvalget 2009 og har siddet i byrådet lige siden. Fra 1. januar 2022 indtager Willumsen posten som formand for Dagtilbud-, Skole- og Familieudvalget.
I maj 2021 blev det bekendtgjort, at Gitte Willumsen kommer til at stille op som folketingskandidat for Det Konservative Folkeparti i Silkeborgkredsen.
Efter rigsretssagen mod Inger Støjberg endte i en dom på 60 dages ubetinget fængsel, afgjorde Folketinget i en afstemning den 21. december 2021 at Støjberg var uværdig til at sidde som medlem af tinget, og dagen efter den 22. december godkendte Folketinget at Willumsen, som den højest rangerende suppleant i Vestjyllands Storkreds, indtrådte permanent i Folketinget i Støjbergs sted. Det gør ingen forskel, at begge personer har skiftet parti siden folketingsvalget 2019.